# Cotesia simurae
Cotesia simurae är en stekelart som först beskrevs av You och Zhou 1989.  Cotesia simurae ingår i släktet Cotesia och familjen bracksteklar. Inga underarter finns listade i Catalogue of Life.